# Четирирога антилопа
Четирирогата антилопа (Tetracerus quadricornis) е вид бозайник от семейство Кухороги (Bovidae), единствен представител на род Tetracerus. Видът е световно застрашен, със статут Уязвим.

## Разпространение и местообитание
Разпространен е в Индия и Непал.